# Andreea Părăluță
Andreea Paraluta (Craiova, 27 de novembre de 1994) és una portera de futbol internacional per Romania. Actualment juga a la Primera Divisió espanyola amb el Llevant Unió Esportiva.

## Trajectòria
| Temporades    | Lliga             | Club               | P | G | Actualitzat |
| ------------- | ----------------- | ------------------ | - | - | ----------- |
| 09/10         | D1                | CSS Targoviste     |   |   |             |
| 10/11 - 15/16 | D1                | ASA Targu Mures    |   |   |             |
| 16/17 - 17/18 | D1                | Atlético de Madrid |   |   |             |
|               |                   |                    |   |   |             |
| 2011 - act.   | Selecció absoluta | Selecció absoluta  |   |   |             |

## Palmarès
| Títols — Seleccions nacionals            |       |
|                                          |       |
| Títols — Clubs                           |       |
| 1 Copa                                   | 15/16 |
| Reconeixements — Premis                  |       |
| Millor jugadora del any                  | 2015  |
| Reconeixements — Seleccions de jugadores |       |
|                                          |       |